# Décennie 1240 en arts plastiques
Cette page concerne les années 1240 en arts plastiques.

## Naissances
- Vers 1240 : Cimabue, peintre italien († vers 1302).
- 1245 :
  - Araniko, artiste népalais.
  - Li Kan, peintre chinois.
- Vers 1245 : Arnolfo di Cambio, architecte et sculpteur italien.
- 1247 : Yishan Yining, calligraphe chinois actif au Japon.
- 1248 : Gao Kegong, peintre chinois.

## Décès
- 1249 : Wuzhun Shifan, peintre chinois.